# Rödhalsad snäppa
Rödhalsad snäppa (Calidris ruficollis) är en liten vadare som häckar i nordöstra Asien. Vintertid flyttar den söderut till Sydostasien och Australasien. Den påträffas även regelbundet i västra Alaska där den noterats häcka. Tillfälligt ses den även västerut till Europa, med bland annat 13 fynd i Sverige. Arten är talrik men minskar kraftigt, så pass att IUCN kategoriserar den som nära hotad.

## Utseende, fältkännetecken och läte

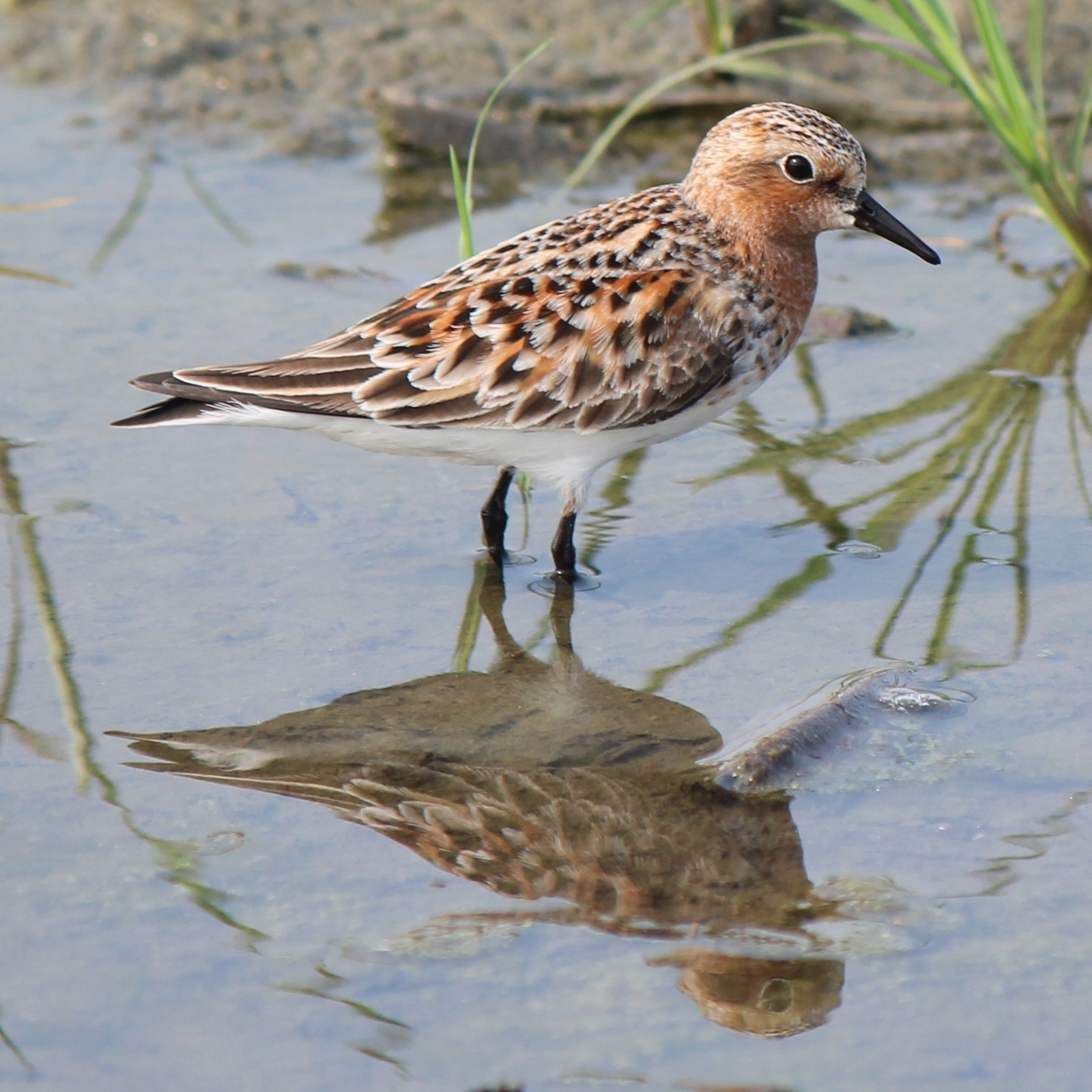
Adult i häckningsdräkt.

Denna fågel är, med sin längd på 13–16 centimeter och vingspann på 29–33 centimeter en av de allra minsta vadarna och påminner morfologiskt om småsnäppan. Dess ringa storlek, korta mörka näbb, mörka ben och snabba rörelser gör att den bara kan misstas för någon av de andra mycket små Calidris-vadarna med mörka ben. Den kan särskiljas från tundrasnäppa och sandsnäppa i alla fjäderdräkter på sin kombination av kort näbb, avsaknad av simhud mellan "tårna" och sin subtilt längre handpenneprojektion (handpennornas utsträckning när vingen är sluten) som gör att vingen är lite längre än stjärten när fågeln står på marken. I förhållande till småsnäppa har den en något tjockare näbb, något kortare ben och en något mer långsmal kropp.
Huvudet och den övre delen av bröstet hos den adulta fågeln i häckningsdräkt är rödbrunt, där övre delen av bröstet är ofläckat och hjässan streckad. Den nedre delen av bröstet har ett ganska tydligt pilspetsfläckat parti mot vit botten. Manteln och övre vingtäckare är orange- till valnötsfärgade med svarta fjädercentra. Tertialerna är ljusare med gråbrunt centra, till skillnad från småsnäppa som har svart centra. På ryggen har den ett vitt V. När den är nyruggad döljs ofta mycket av det orangefärgade av den fräscha fjäderdräktens vita bräm. I vinterdräkt har den en ljust grå ovansida där med ett mörkt tunt streck i centrum av fjädrarna. Ett grått fjäderparti som sträcker sig fram på bröstsidan men lämnar främre bröstet vitt. I juvenil dräkt är den svårare att arta då den i utseende påminner mycket om småsnäppa, sandsnäppa och tundrasnäppa. Dess flyktläte är ett ljust strävt quit, churiit, chrit-chrit eller chreek.

## Utbredning

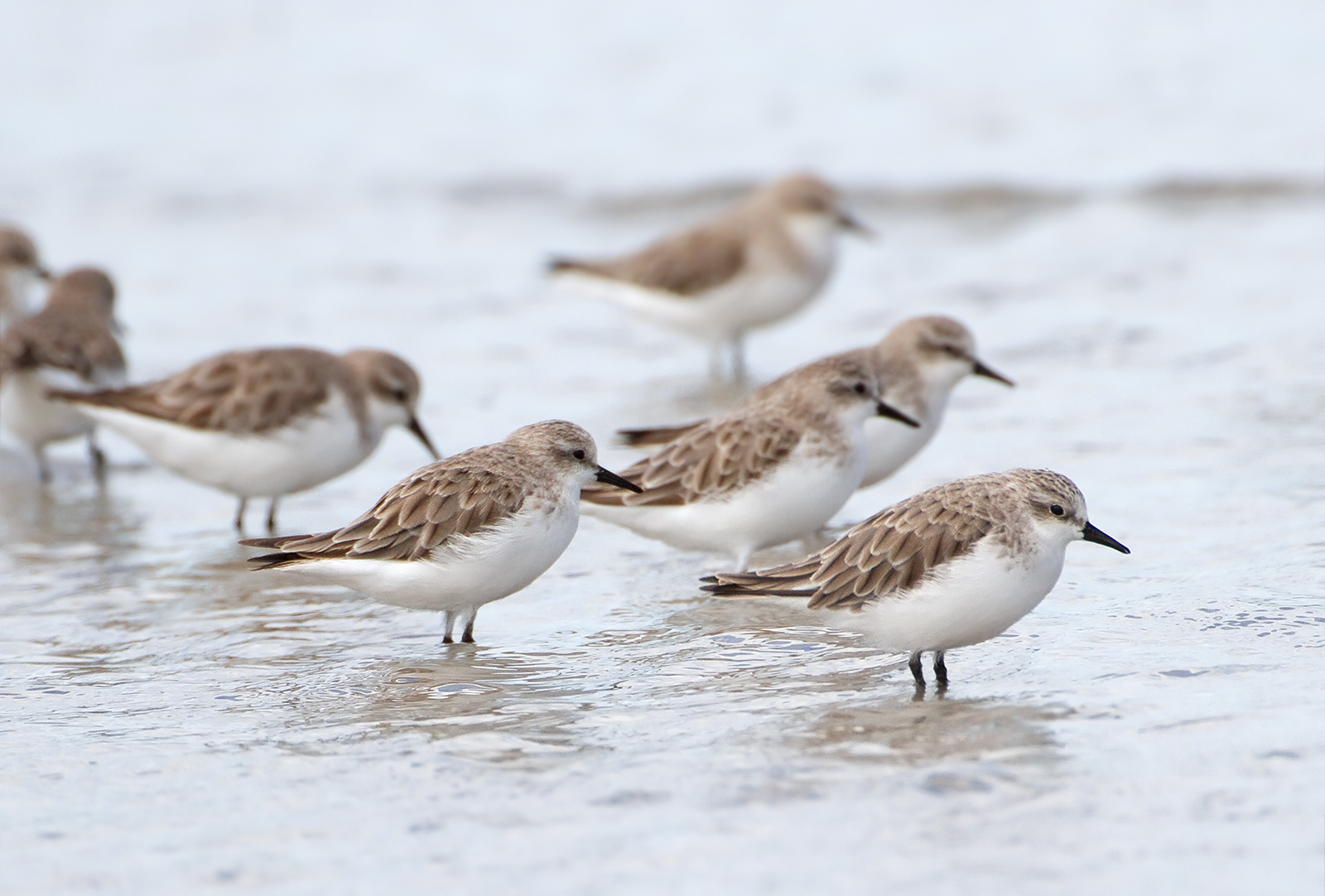
Om vintern samlas rödhalsad snäppa ofta i stora blandflockar. Här en "ren" vinterflock med rödhalsad snäppa.

Den rödhalsade snäppan är en långflyttare som häckar utmed kusten av centrala och östra Sibirien, från Tajmyrhalvön och Lenas delta till Tjuktjerhalvön och Korjakien. Det förekommer också att den häckar i västra Alaska. Den har sina vinterkvarter i Sydostasien och Australasien, så långt söderut som Tasmanien och Nya Zeeland. Under flytten är den mycket vanlig utefter kusterna av Ryssland, Korea, Kina, Japan och Taiwan. Arten förekommer ofta i västra Alaska, ibland även på andra platser i Amerika samt vid ett flertal tillfällen i Afrika. Den observeras sällsynt i Västeuropa med tretton fynd i Sverige, det senaste i december 2016 vid Saltör i skånska Stora Hult, en individ som uppehöll sig där och senare i Vejbystrand fram till 7 januari 2017.

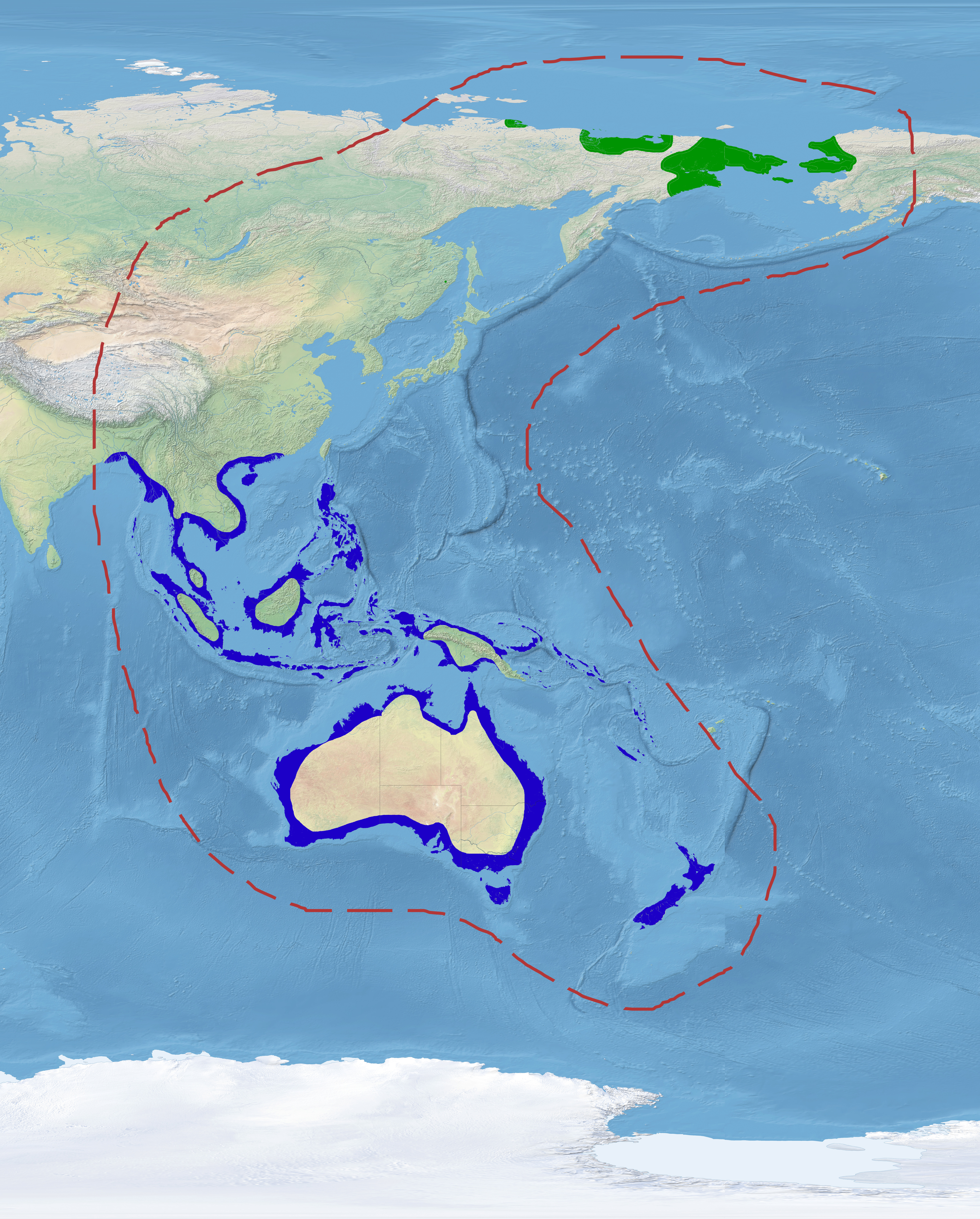
Utbredningsområde
Röd streckad linje = Uppskattat utbredningsområde
Grönt = Häckningsområde
Blått = Vinterkvarter

## Taxonomi och systematik
Rödhalsad snäppa beskrevs första gången taxonomiskt 1776 av Peter Simon Pallas som Trynga ruficollis. Den har tidigare behandlats som en underart till småsnäppa (Calidris minuta). Sentida genetiska studier visar att artens närmaste släkting är skedsnäppan (C. pygmaea). Rödhalsad snäppa är monotypisk, det vill säga att den inte delas upp i några underarter.

## Ekologi
Den rödhalsade snäppan bildar i sina vinterkvarter stora blandflockar med andra mindre Calidris-vadare som spetsstjärtad snäppa och spovsnäppa. Häckningsbiotopen är torr tundra men de födosöker i våta gräsmarker och i mjuk lera. Vintertid och under flytten uppehåller de sig mest på flodbädder, och våtmarker, både vid kusten och i inlandet. De lever främst av insekter och andra mindre ryggradslösa djur och de lokaliserar sitt byte med synen. Dess bo är en uppskrapad grop direkt på marken. De lägger vanligtvis fyra ägg som ruvas av båda föräldrarna i 20–22 dagar. De lägger bara en kull per häckningssäsong.

## Status och hot
Rödhalsad snäppa är den vanligaste Calidris-vadaren i nordöstra Asien. Den har ett globalt utbredningsområde på 100 000–1 000 000 km² och världspopulationen uppskattas till 315 000 individer, varav 270 000 når Australien vintertid. Den minskar dock i antal och kategoriseras därför som nära hotad (LC) av internationella naturvårdsunionen IUCN. Detta baseras dock på studier i Australien och Nya Zeeland, varför en del av minskningen möjligen istället kan bero på ett skifte i övervintringsområde.
Det största hotet mot arten tros vara kraftig habitatförlust vid viktiga rastpatser utmed Gula havet. Förändringar i detta område tros driva nedgångar i populationer hos vadarfåglar. Upp till 65 % av levnadsmiljön har förlorats de senaste 50 åren och försvinner i nuläget med över en procent årligen sedan 1980-talet till förmån för jordbruk och annan exploatering.

## Namn
Rödhalsade snäppans vetenskapliga artnamn ruficollis betyder just "rödhalsad".